# Ouchi Gari
Ouchi gari (大内刈) je jedan od originalnih 40 džudo bacanja razvijenih od Jigora Kana. Spada u prvu grupu, Dai Ikkyo, tradicionalnog popisa bacanja, Gokyo (no waza), Kodokan džuda. Spada i u trenutačnih 67 bacanja Kodokan džuda. Kategoriziran je kao stopalna tehnika, Ashi-Waza.

## Opis tehnike
U Ōuchi gariu s desne strane, tori ruši ukeovu lijevu nogu sa svojom desnom nogom s unutrašnje strane dok uke vuče prema dolje. Na natjecanjima, klasično rušenje je ponekad zamijenjeno s kačenjem ili podizanjem noge ukea a lijeva ruka može biti uporabljena da podigne ili blokira drugu ukeovu nogu dok ruši drugi.
Kontrola protivnika bi trebala biti održana sve do poda.

## Povijest tehnike

### Sustavi koji ga imaju
Sustavi:
- Kodokan džudo, džudo lista

Popisi:
- Kanon džuda
- Džudaške tehnike

## Vanjske poveznice
- "JudoInfo.com"[neaktivna poveznica] Animacije i crteži